# Wjatscheslaw Wladimirowitsch Nagowizyn

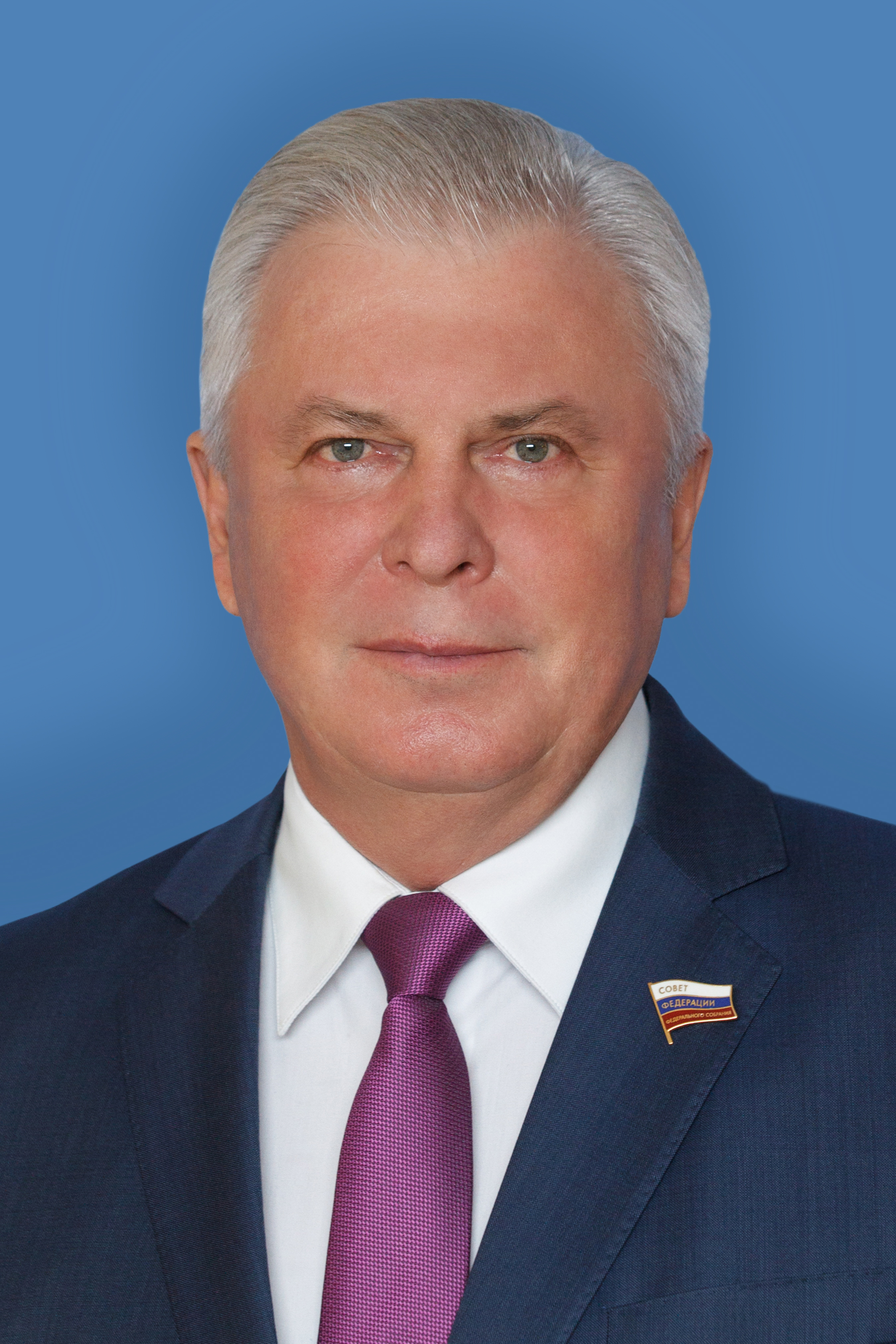
Wjatscheslaw Nagowizyn

Wjatscheslaw Wladimirowitsch Nagowizyn (russisch Вячеслав Владимирович Наговицын; wiss. Transliteration, Vjačeslav Vladimirovič Nagovicyn; * 2. März 1956 in Glasow (Udmurtien), RSFSR, Sowjetunion) ist ein russischer Politiker und war von Juli 2007 bis Februar 2017 Präsident der Teilrepublik Burjatien.
Nagowizyn ist Mitglied der Regierungspartei Einiges Russland. Er ist verheiratet, hat zwei Söhne, eine Tochter und zwei Enkelkinder.